# José de Jesús del Valle y Navarro
José de Jesús del Valle y Navarro (Hacienda del Valle, Atotonilco el Alto, Jalisco, 24 de junio de 1888 - Villahermosa, Tabasco, 18 de septiembre de 1966) conocido también como "José del Valle", fue un sacerdote, misionero apostólico, constructor de edificios religiosos, quien cambió su nombre para evadir a sus perseguidores durante la Guerra Cristera y fue VIII Obispo de Tabasco el 2 de junio de 1945,  donde permaneció al frente de la Diócesis de Tabasco por 21 años y tres meses, donde falleció, quien reconstruyó a iglesia católica de Tabasco tanto en lo espiritual por los efectos de la persecución religiosa, como en lo material por la reconstrucción de la catedral de Villahermosa a la que bautizó como "Catedral del Señor de Tabasco", en homenaje a una imagen que el mismo donó.

## Primeros años
Mons. del Valle nació en la Hacienda del Valle, en los Altos en el estado de Jalisco, un 24 de junio de 1888, siendo hijo de Marciano Angulo y Ramona Navarro. Aprendió las primeras letras en Atotonilco el Alto, Jalisco, en 1895. Estudió humanidades en el seminario de San Juan de los Lagos, para luego ingresar al Seminario Conciliar de Guadalajara, el 18 de octubre de 1905, para seguirlos estudios eclesiásticos, más tarde cursó Filosofía y Sagrada Teología.
El 11 de marzo de 1913 recibió la tonsura de manos del Sr. Francisco Orozco y Jiménez, lo mismo que las Órdenes Menores. El Subdiaconado y Diaconado los recibió respectivamente los días 5 y 12 de noviembre de 1916, de manos del Sr. Plascencia y el 19 de noviembre de 1916 recibió el Sacramento del Orden Sacerdotal,en la capilla de la Trinidad de Guadalajara.
El 28 de noviembre del mismo año cantó su primera Misa Solemne, siendo asignado a la parroquia de Totatiche a donde va como vicario y como profesor del Seminario Menor.

## Durante la persecución religiosa
Impartió catecismo durante el carrancismo, que, durante ésa época, la Iglesia católica se vio restringida en su libertad de ejercicio ministerial.  En tiempos de la cristiada, de nuevo la iglesia católica, vio eliminada su libertad de culto, por lo que cambió su nombre para evadir a las autoridades federales. En el templo de San Francisco de Asís de Atotonilco , dio la bendición a los autonombrados soldados de Cristo, quienes pretendieron defender con las armas, su libertad religiosa. En 1928 fue nombrado “padre misionero” por el arzobispo de Ciudad de México, José Mora y del Río. José pudo evadir a los oficiales del gobierno en la cristiada y oficiar los sacramentos a escondidas y protegido por los fieles vecinos de los diferentes pueblos de la región.
Una vez concluida la persecución religiosa fue nombrado misionero apostólico, oficio que desempeñó con todo su vigor, alegría  del apostolado de su fe. Formó varios poblados, construyó algunos templos y organizó varias parroquias, recorriendo parte de los estados de Michoacán en los poblados en Mil Cumbres, Talpujahua, San Juan Tlalpujahuhilla, Tlacotepec, San francisco de los Reyes y Santa María de los Ángeles; Guanajuato  en los poblados de Abasolo y Tomas Huatzindeo; Jalisco y hasta Nuevo León se había extendido su apostolado. Testigos son todos aquellos pueblos que lo amaron tanto y lo llamaban llenos de cariño, de respeto y veneración: "El Padre Misionero".

## Obispo de Tabasco
A los poco días de la muerte de Mons. Vicente María Camacho y Moya, VII Obispo de Tabasco, se dio a conocer el nombre del sucesor de tan noble prelado. La comunicación la hizo el Sr. Dr. D. Luis Ma. Martínez, encargado de los negocios de la Delegación Apostólica en México, en los siguientes términos:

"El Santo Padre S.S. Pío XII se dignó nombrar Administrador Apostólico de la Diócesis de Tabasco Ad mutum Sanctae Sedis, al Ilmo. Mons. D. J. de Jesús del Valle y Navarro."

Por lo pronto, la designación de Mons. del Valle era de "Administrador Apostólico" y como tal gobernó la Diócesis de Tabasco desde el 4 de abril de 1943 en que tomó posesión de su cargo, hasta dos años más tarde.
Mons. del Valle, llegó a Villahermosa, comenzando inmediatamente la reconstrucción de la iglesia tabasqueña tanto material como espiritualmente, ya que fue mermada seriamente durante la persecución religiosa de Tomás Garrido Canabal, quien mando además de perseguir católico, destruir imágenes, y hasta derrumbar templos. Y por eso el 4 de abril de 1944 entregó al pueblo tabasqueño a su Señor y Santo Patrono: "El Señor de Tabasco".
Dos años más tarde, el 2 de junio de 1945 Mons. del Valle fue elegido VIII Obispo de Tabasco. La ceremonia de su Ordenación se realizó en la Basílica de Nuestra Señora de Guadalupe en la Ciudad de México, el 29 de junio del mismo año. Ofició el Arzobispo Primado de México, Luis María Martínez y en concelebración los obispos José Garibi Rivera, Arzobispo de Guadalajara, y Luis María Altamirano y Bulnes, Arzobispo de Morelia; la cátedra sagrada la ocupó el Sr. Arzobispo de Mérida, Fernando Ruiz Solórzano. Estuvieron presentes varios Arzobispos y Obispos de los cuales varios también lo acompañaron hasta Tabasco a su toma de posesión como Obispo de Tabasco.
Desde entonces, su labor pastoral en Tabasco la desarrolló de forma incansable, venciendo dificultades derivadas de una tierra a la que le habían arrancado la religión, destruido sus templos y quemado sus imágenes, una tierra en la que los católicos habían sido perseguidos y las autoridades eclesiásticas expulsadas, sin embargo, Mons. del Valle, se distinguió por su esfuerzo, su perseverancia y su profundo amor a Tabasco.

## Fallecimiento
Mons. José de Jesús del Valle, falleció un 18 de septiembre de 1966, en su ciudad episcopal Villahermosa, donde entregó su amor, su espíritu y su trabajo. Con su muerte, Mons. del Valle se convertía en el segundo Obispo de Tabasco que moría en su Sede Episcopal, Mons. Leonardo Castellanos Castellanos y Mons. José de Jesús del Valle. Por indicaciones suyas, sus restos descansan en San Juan Tlalpujahuilla, Michoacán.

## Reconocimientos
En su memoria, se colocó una estatua de él, en el atrio de la Catedral del Señor de Tabasco, en la ciudad de Villahermosa. 
Otra estatua en su memoria, fue instalada en la cripta del Santuario por él construido, en San Juan Tlalpujahuilla. Una más está ubicada en el atrio de la iglesia de Santo Tomás Huatzindeo, Salvatierra, Guanajuato.

## Obra
Construyó algunos edificios desde sus cimientos y otros los continuó:
- Oratorio de la Estanzuela en Atotonilco, el cual luego convirtió en vicaría y posteriormente en parroquia de San Francisco de Asís, bajo el diseño y dirección del arquitecto y maestro ejecutor el vecino, Jerónimo Gutiérrez.
- Santuario de Nuestra Señora de San Juan de los Lagos en San Juan Tlalpujahuilla Michoacán.
- Colegio para niñas
- Colegio para niños
- Curato

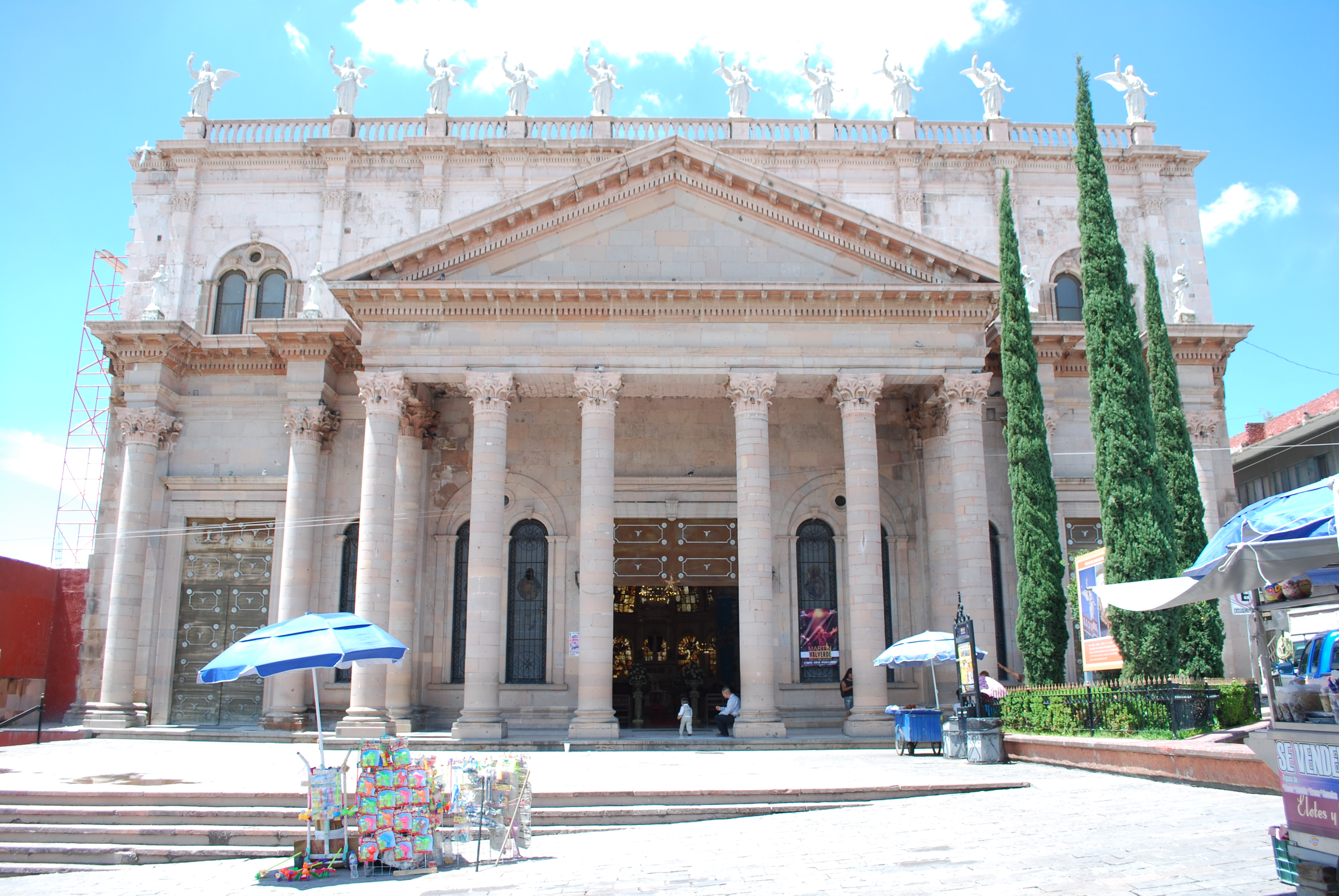
Templo el Sagrado Corazón de Jesús de Apaseo

- Templo el Sagrado Corazón de Jesús de ApaseoTemplo el Sagrado Corazón de Jesús de Apaseo.
- Catedral de Tabasco, inició en 1945 la reconstrucción de la catedral con el nombre de Catedral del Señor de Tabasco, en honor a una imagen llamada así y que el mismo donó, concluyéndose la construcción en 1970.